# Lily Safra
Lily Safra (geboren am 30. Dezember 1934 in Porto Alegre, Brasilien, als Lily Watkins; gestorben an einem Krebsleiden am 9. Juli 2022 in Genf, Schweiz) war eine monegassisch-brasilianische Philanthropin. Nach Angaben des US-amerikanischen Forbes Magazine gehörte sie zu den reichsten Einwohnern Monacos.

## Leben

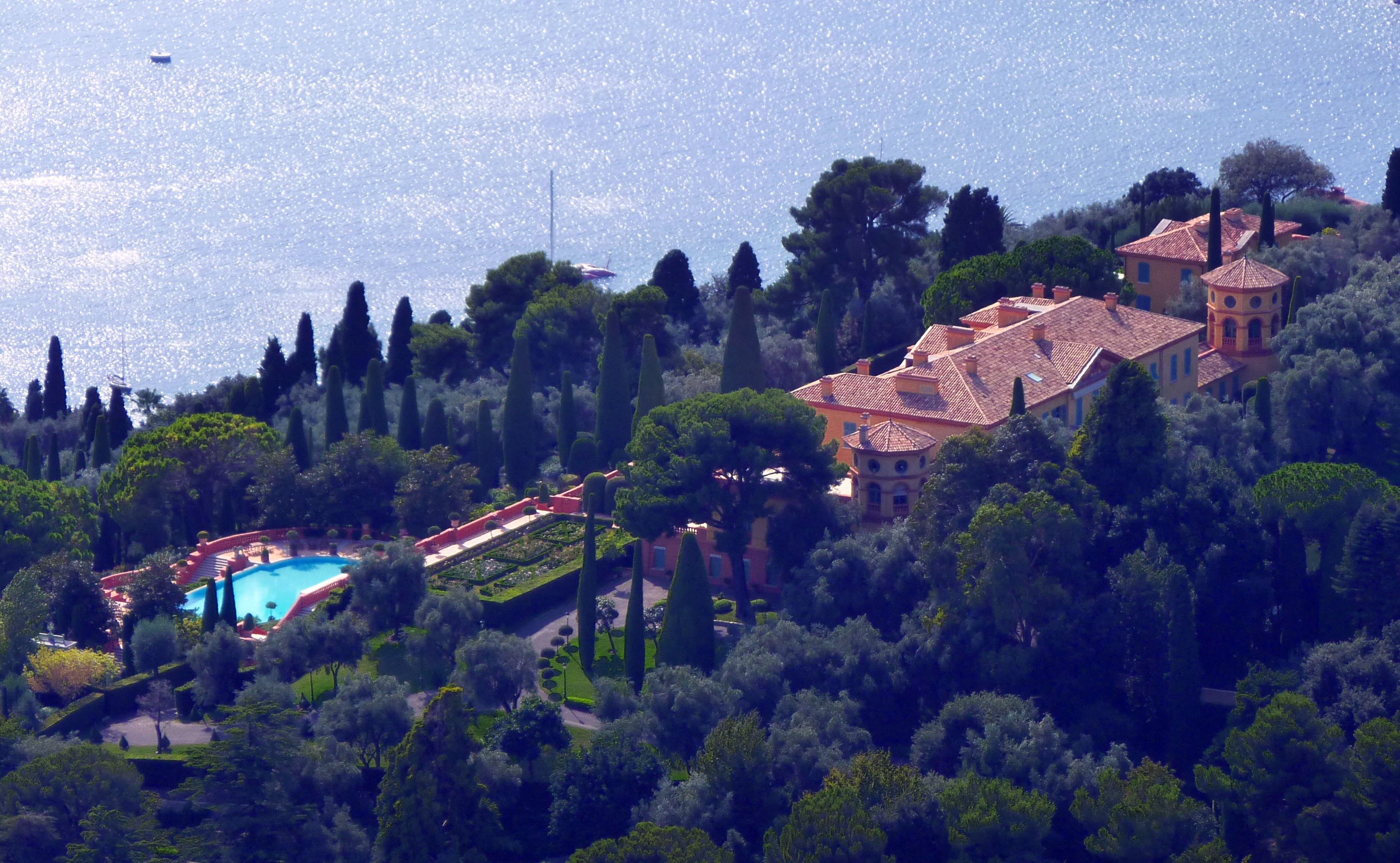
Villa Leopolda (Foto: 2010)

Lily Watkins wuchs in Rio de Janeiro als Tochter jüdischer Immigranten aus Russland und der Tschechoslowakei auf. Der Vater war Ingenieur und am Ausbau der brasilianischen Eisenbahn beteiligt. Die Familie zog später nach Uruguay, wo Lily als 17-Jährige den erfolgreichen brasilianischen Textilunternehmer Mario Cohen heiratete. Aus der Ehe gingen drei Kinder hervor. Die Ehe wurde zu Anfang der 1960er-Jahre geschieden. In zweiter Ehe heiratete sie 1965 Alfredo „Freddy“ Monteverde (geb. Grunberg), der 1969 durch Suizid starb, und in dritter Ehe heiratete sie 1972 Samuel Bendahan, von dem sie sich nach einem Jahr wieder scheiden ließ.
Seit 1976 war sie in vierter Ehe mit dem brasilianischen Unternehmer und jüdischen Bankier Edmond Safra verheiratet. Stolz auf ihre libanesisch-sephardischen Wurzeln, hatte dessen Familie die Ehe mit der mehrfach geschiedenen und aschkenasischen Lily zunächst skeptisch betrachtet. Das Paar zog später nach Europa um und ließ sich in Monaco nieder. Dort erwarben beide auch die monegassische Staatsbürgerschaft, was sich beim Verkauf der von Safra gegründeten «Republic National Bank of New York» an den britischen Finanzkonzern HSBC im Jahr 1999 in Form von Steuervorteilen positiv niederschlug. Aus dem Erlös von knapp zehn Milliarden Dollar ging rund ein Drittel an Edmond Safra. Der später an Parkinson leidende Bankier kam kurz vor Abschluss der Transaktion in einem Brand in seinem Apartment in Monaco um, für den sein Pfleger Ted Maher schuldig gesprochen wurde. Safra hinterließ seiner Gattin ein stattliches Vermögen, das Lily Safra ein vielfältiges und massives Engagement als Philanthropin ermöglicht hat. Ihr gehörte unter anderem die Villa Leopolda an der Französischen Riviera.
1977 gründete sie die International Sephardic Education Foundation und leitete nach dem Tod ihres Mannes als Vorsitzende über zwanzig Jahre lang die Edmond Safra Foundation. Sie hat nach 2005 Opfer des Hurrikans Katrina am Golf von Mexiko unterstützt, aber auch die Universität Haifa, das American Red Cross und die Elton John AIDS Foundation sowie finanzielle Beiträge zur Erforschung von Parkinson und der Alzheimer-Krankheit geleistet, aber auch den Wiederaufbau der 2019 durch einen Brand zerstörten Kathedrale Notre-Dame de Paris mit größeren Beträgen unterstützt. Für ihr Engagement wurde sie wiederholt ausgezeichnet, neben vielen anderen Ehren 2009 mit dem «An Enduring Vision»-Preis der Elton John AIDS Foundation.

## Preise und Auszeichnungen (Auswahl)
- Ehrenlegion, Chevalier, 2005
- Ehrendoktortitel des Imperial College London
- Ehrendoktortitel der Brandeis University
- Ehrendoktortitel der Universität Haifa